# オスロ市電
オスロ市電（オスロしでん、ノルウェー語: Trikken i Oslo）は、ノルウェーの首都・オスロに存在する路面電車。2020年現在はルーター（Ruter）が路線網を管理し、路面電車運営主体公社（Sporveien Trikken）が列車の運行を行うという体制による運営が行われている。

## 歴史

### 馬車鉄道時代から路面電車化まで
オスロ市内における最初の軌道交通は、同都市がクリスチャニアと呼ばれていた時代、1875年10月6日に開通した馬車鉄道であった。同路線はクリスチャニア軌道（Kristiania Sporveisselskab）によって建設されたもので、開業時にはアメリカから輸入された客車を用いた他、利用客の増加を受けて開通2年後の1877年以降は車両の増備が積極的に行われた。また、1878年以降は路線の延伸も実施された。
一方、時代が進むにつれて馬車鉄道は運営費の高さや効率の悪さが指摘されるようになり、1890年代にはクリスチャニア市内に路面電車を建設するための企業、クリスチャニア電気軌道が設立され、1894年に最初の路線が開通し、その後は路線網を拡大していった。一方のクリスチャニア軌道の方も馬車鉄道を路面電車へ置き換える事を決定し、1899年から1900年にかけて順次転換が行われた。
また、同時期にはクリスチャニア市もクリスチャニア市営軌道会社を立ち上げ1899年に路面電車事業に参入したものの収益が伸び悩み、1905年にクリスチャニア軌道へ売却された。以降、同都市ではクリスチャニア軌道とクリスチャニア電気軌道という2社が運営する路面電車が並立する事となった。

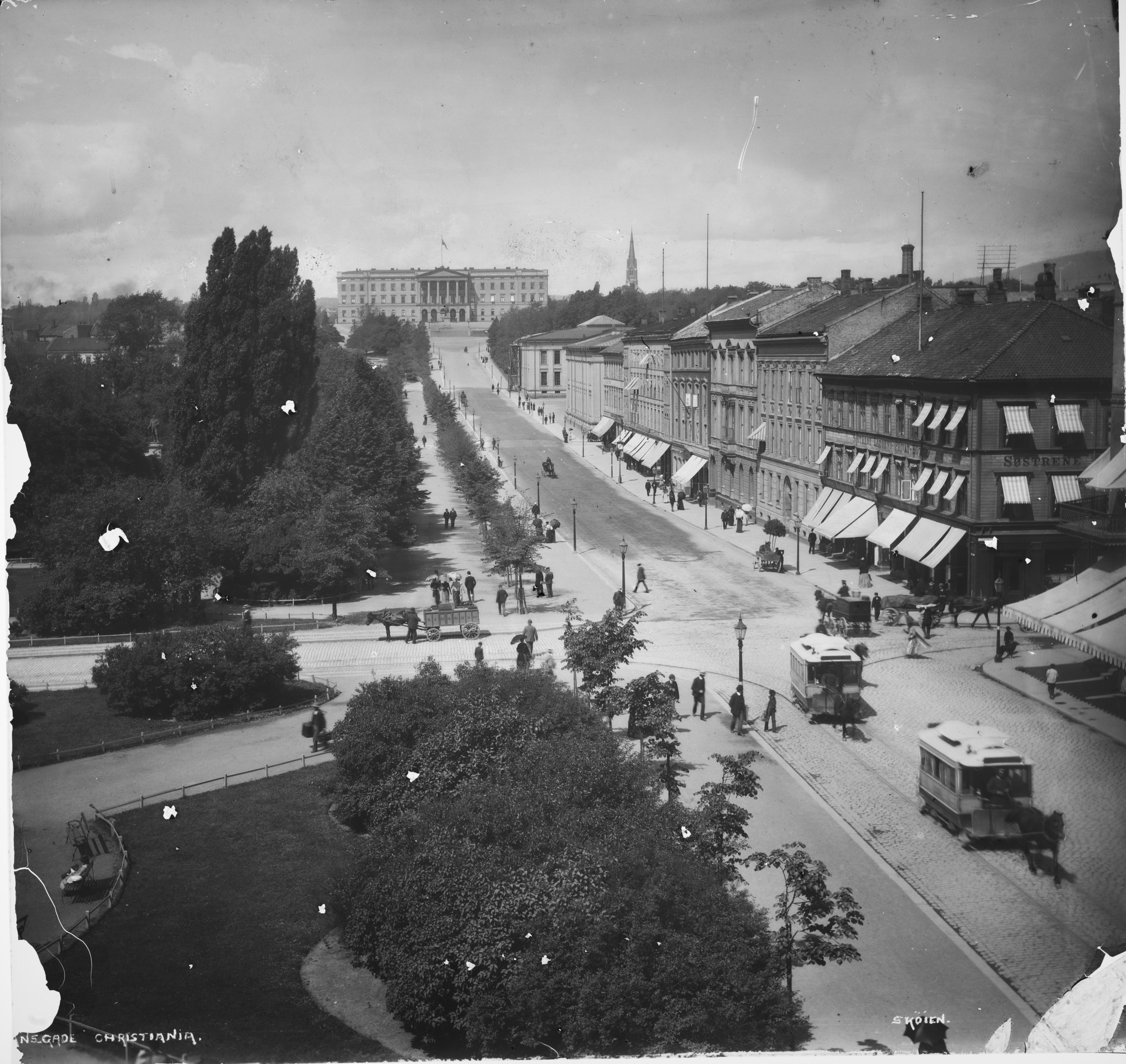
クリスチャニア市内の馬車鉄道
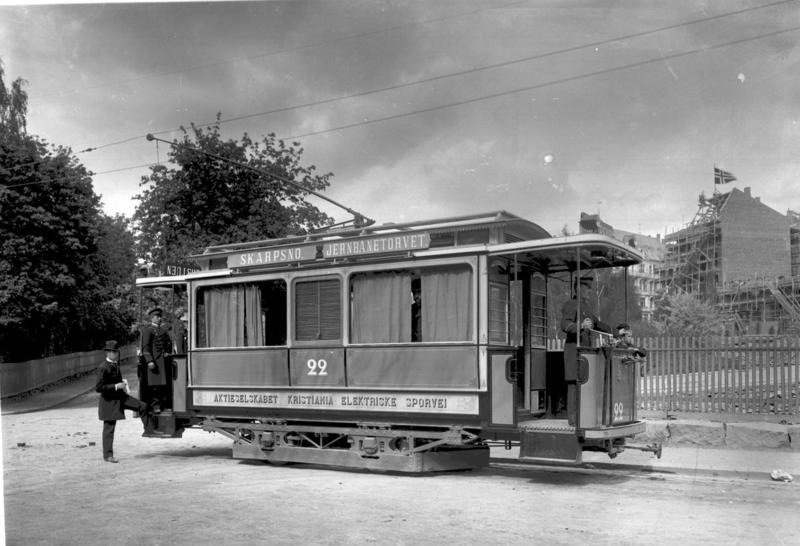
開通初期のクリスチャニア電気軌道（1890年代撮影）
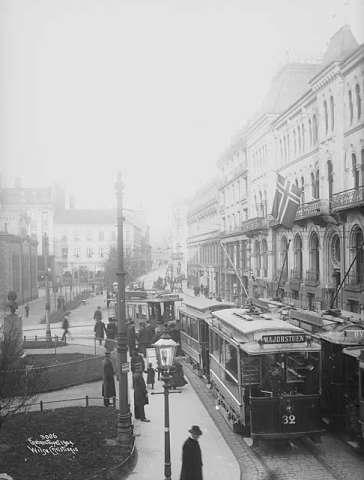
1900年代初頭の路面電車（1904年撮影）
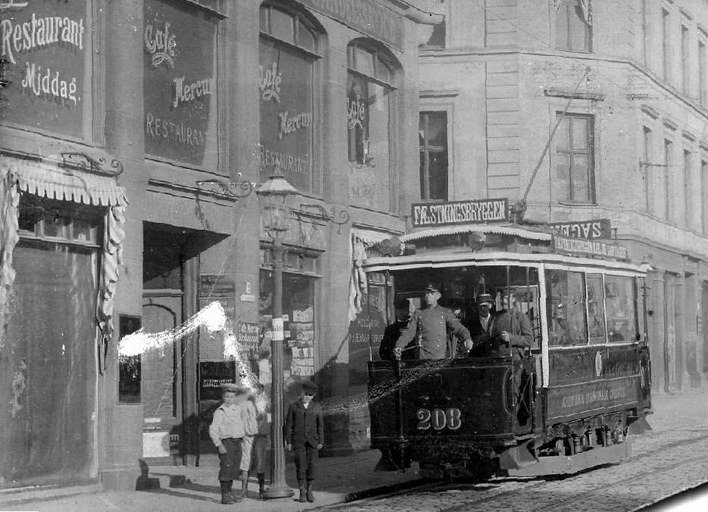
クリスチャニア市営軌道会社の路面電車（1901年撮影）

### 第二次世界大戦まで
20世紀に入って以降もオスロ市内には路面電車を始めとする電気鉄道の開通が相次いだ。その中でも現在のオスロ市電の前身にあたる路線として、クリスチャニア軌道やクリスチャニア電気軌道に加えてエーケベルク方面へ路線を伸ばすエーケベルク線を運営するエーケベルクバナンが1914年に設立されており、1917年から運行を開始している。
一方、クリスチャニア軌道とクリスチャニア電気軌道については1924年に当時のクリスチャニア市によって買収され、クリスチャニア市交通会社（A/S Kristiania Sporveier）に統合されたが、その直後の1925年にクリスチャニアはオスロと都市の名称を変更した事からオスロ市交通公社と名称が変更された。また、設立当初全株のうち市側が所有するのは半数のみであったが、1934年に残りの株も引き継ぎ、完全な公営組織（オスロ市交通局）となった。
その後、オスロ市交通公社は路面電車の延伸を積極的に実施し、1939年には第二次世界大戦前で最大の路線網が築かれた。また、同じく1930年代には輸送力の増強を目的に、「金魚（Gullfisk）」の愛称を持つ流線形のボギー車であるB形電車が開発され、1940年までに46両が導入された。
第二次世界大戦中、ドイツ軍に占領されたオスロ市内は大規模な空襲や戦闘による被害は生じなかったものの、弾薬庫の爆発事故による運行停止が起きた他、1944年には走行中の路面電車に爆弾が命中し、運転士以外の乗客や乗務員全員が死亡する事例が生じた。一方で当時のガソリン不足により路線バスの運行がままならなくなった事を受けて路面電車の利用客は急増し、1939年に6,400万人だった年間利用者数は1944年に1億5,100万人に急増した。また、同時期にはトラックに代わる貨物輸送も行われていた。

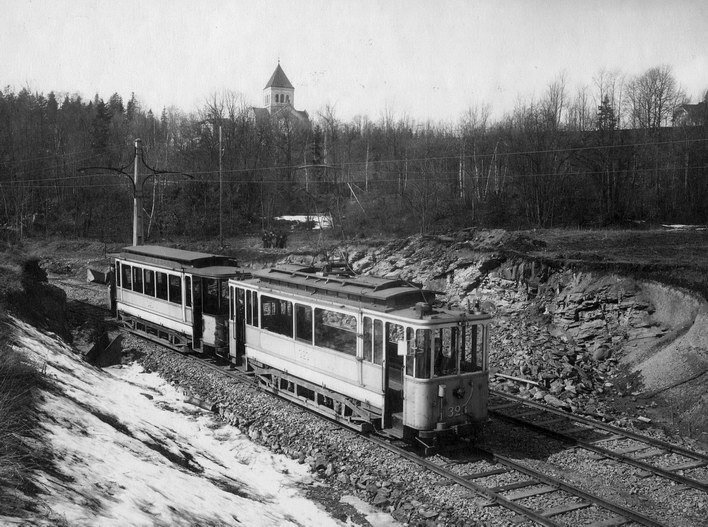
クリスチャニア電気軌道の郊外路線（1919年撮影）
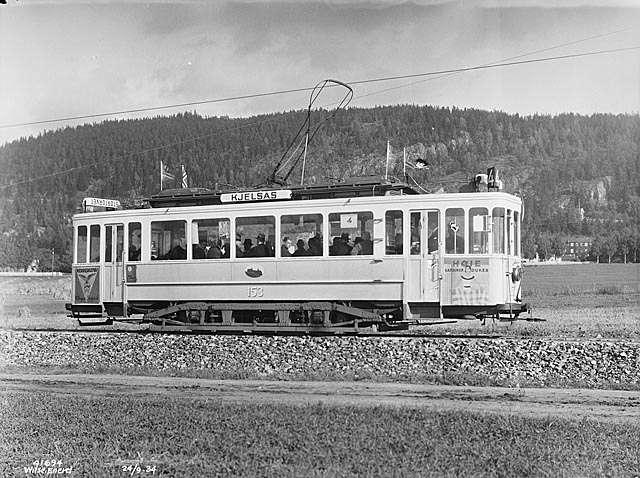
1930年代の2軸車（1934年撮影）
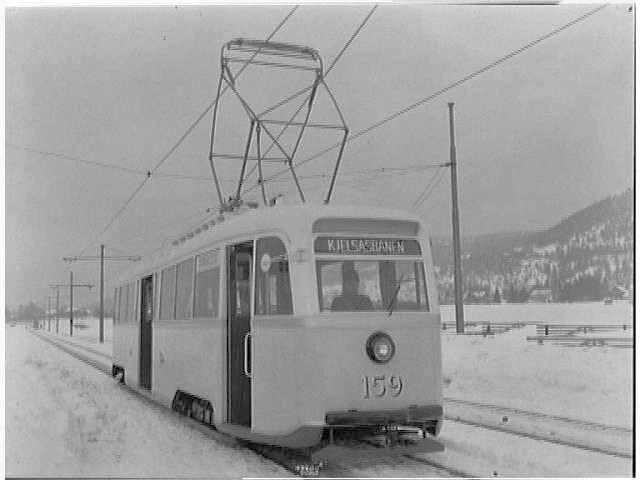
「金魚」という愛称で親しまれたB形電車（1937年撮影）

### 第二次世界大戦後
終戦後の1948年、オスロ市交通局はエーケベルク線を運営していたエーケベルクバナンを子会社化し、1965年には列車の管理・運営権も引き継いだ。
その後、一部路線の廃止も起きたものの路線の延伸は続き、1958年には路面電車の路線網が最大規模に達した。だが、モータリーゼーションの進展に加え、安価なディーゼルバスの規制緩和、そして地下鉄の建設促進などにより、1960年にオスロ市議会は路面電車やトロリーバスの全廃を決定した。その結果、オスロ市電は1968年までに郊外の路線を含めた多くの路線が廃止、もしくは地下鉄に転換されていった。だが、市民の反対もあり同年以降は路面電車の路線廃止が行われなくなった他、都市開発の影響による路線の移設や整備が実施されるようになった。そしてオイルショックによる石油価格高騰の影響で路面電車の運営費用がディーゼルバスよりも安くなった事を受け、1977年にオスロ市議会は路面電車の存続へと方針を改めた。

### 存続決定後
存続決定以降、オスロ市電では車両や施設の更新が積極的に行われるようになり、スウェーデンのヨーテボリ市電からの譲渡車両や新造車両である2車体連接車のSL79形の導入などにより旧型車両の置き換えが実施された他、1996年からは車体の一部が低床構造となっている部分超低床電車のSL95形の導入も実施された。更に1990年代以降は廃止になった路線の復活を含めた延伸も実施された一方、運用の合理化も進み1984年以降は全列車から車掌業務が廃止されている。
ただし、2002年に当時オスロ市電を運営していたオスロ運営主体公社（AS Oslo Sporveier）は財政難を理由に一部の路線廃止を発表し、同年にケルソース（Kjelsås）方面の路線が営業運転を終了する事態となった。だが、沿線からの抗議により市議会との交渉の結果同路線は2004年11月22日から営業運転を再開している。また、同時期には運営会社の再編が実施され、2003年に路面電車と地下鉄の運営組織が分離した後、2006年には路面電車を含む公共交通機関の車両購入や運営と施設の所有・保守がそれぞれ上下分離の形で別の事業者に移設された。その後も幾度かの合併や社名変更を経て、2021年現在オスロ市電には以下の事業者が携わっている。
- ルーター（Ruter）（英語版） - オスロ県とヴィッケン県（ノルウェー語版）（←アーケシュフース県）が出資する、両県の公共交通を管理する企業。これらの公共交通機関のブランド名には同社の名前が使われている[3][28][4][5][2]。
- 路面電車運営主体公社（Sporveien Trikken）（英語版） - オスロ市が所有する公共交通管理会社「運営主体（Sporveien）（英語版）」の子会社。ルーターと契約を結んだ上でオスロ市電の運行を実施する他、車両のメンテナンスも担当する[4][5][2]。

前述のような一部廃止や復活などの事態もあったものの、2000年代以降オスロ市電の利用客は年々増加の一途を辿っており、2019年の年間利用者数は前年から200万人増加した5,300万人を記録している他、顧客満足度も97 %を獲得している。

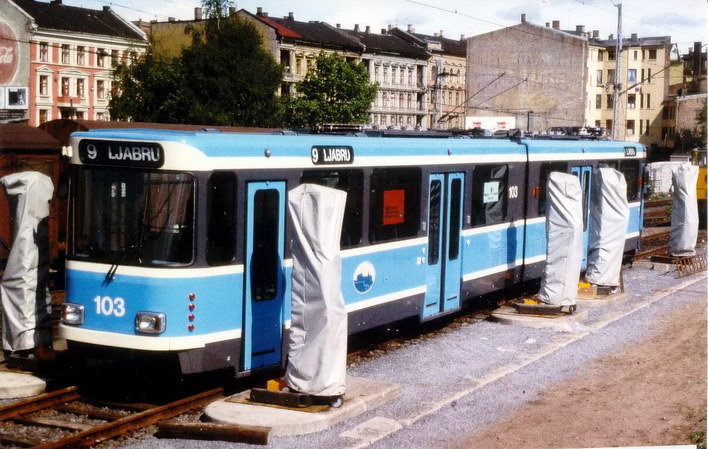
存続決定後に導入されたSL79形電車（1982年撮影）
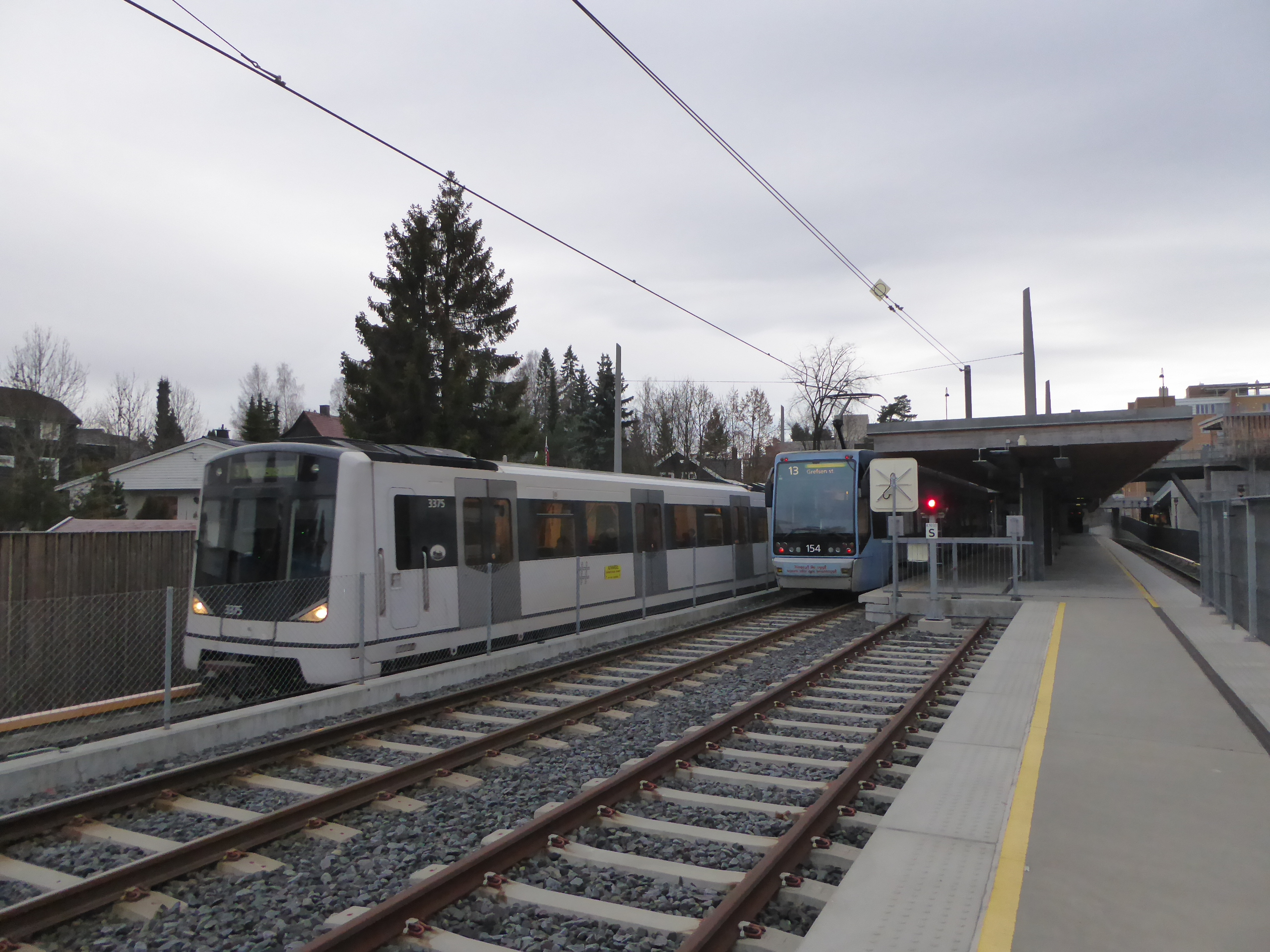
地下鉄車両（左）と並ぶSL95形（2016年撮影）
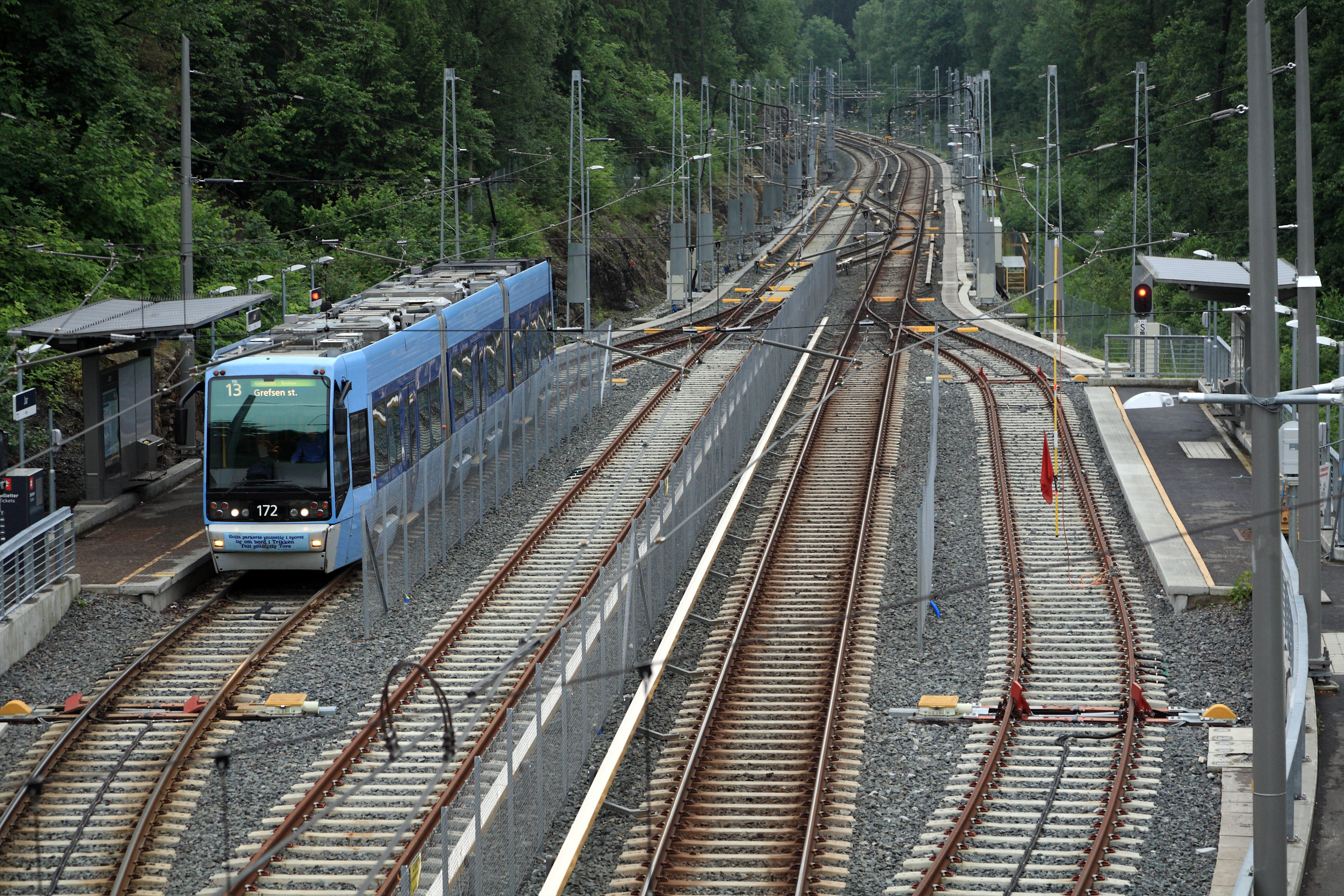
地下鉄の一部地上区間への乗り入れも行われている（2013年撮影）

## 運行
2020年10月に実施された一部区間の移設に伴うダイヤ改正以降、オスロ市電にはオスロ市内および近隣の自治体へ向けて運行する6つの系統が存在する。路線の総延長は43 kmで、その半数以上は道路上を走る併用軌道、残りは専用軌道となっている。また、13号線はオスロ市外のベケスチュアまでの一部区間においてオスロ地下鉄への直通運転（片乗り入れ）を実施している。
| オスロ市電 運行系統 | オスロ市電 運行系統                                                                  | オスロ市電 運行系統                       |
| 系統番号            | 経路                                                                                 | 備考・参考                                |
| ------------------- | ------------------------------------------------------------------------------------ | ----------------------------------------- |
| 11                  | Majorstuen - Jernbane-torget - Storo - Kjelsås                                       | [ 1 ]                                     |
| 12                  | Majorstuen - Nationaltheatret - Dronningens gate - Jernbane-torget - Storo - Kjelsås | [ 1 ]                                     |
| 13                  | Bekkestua - Jar - Skøyen - Nationaltheatret - Dronningens gate - Ljabru              | Bekkestua - Jar間はオスロ地下鉄に乗り入れ |
| 17                  | Rikshospitalet - Holbergs plass - Jernbane-torget - Carl Berners plass - Grefsen st  | [ 1 ]                                     |
| 18                  | Rikshospitalet - Holbergs plass - Jernbane-torget - Ljabru                           | [ 1 ]                                     |
| 19                  | Majorstuen - Nationaltheatret - Dronningens gate - Ljabru                            | [ 1 ]                                     |

### 運賃
オスロ市電（路面電車）を始め、ルーターが運営する公共交通では移動手段に限らずゾーン制に基づいた共通の運賃を採用しており、そのうちオスロ市内（ゾーン1）を走る路面電車の運賃は、2021年の時点で1回の乗車につき37クローネ（大人1人）である。通常の乗車券以外にも24時間、7日、30日、1年分の定期券の発行も行われている他、従量課金制のICカードも展開している。また、観光客向けにはオスロ市電を始めとした市内の公共交通機関の利用や博物館や美術館などの主要施設の入場が無料となる「オスロ・パス（Oslo Pass）」も存在し、1日・2日・3日の3種類の利用期限から選択する事が出来る。

## 車両

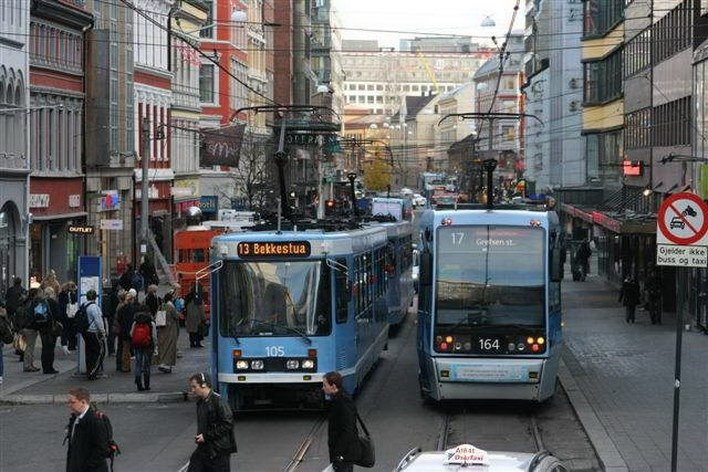
電停で並ぶSL79（左）とSL95（右）（2008年撮影）

2020年現在、オスロ市電で使用されているのは以下の3形式である。形式名の「SL」はノルウェー語の「連接式路面電車（Sporvogn Ledd）」の略で、番号は発注年（西暦）の下二桁を示す。
- SL79 - オスロ市電の存続決定後、旧型電車の置き換え用として製造された2車体連接車。1982年から1989年までに40両が製造され、最初の10両はドイツのデュッセルドルフ車両製造（→デュワグ）、残りの30両はノルウェーの企業によるライセンス生産が実施された[24][4][6][40]。
- SL95 - イタリアのアンサルド（現：日立レール）で製造された、車内の50 %が低床構造となっている3車体連接式の部分超低床電車。1998年から2006年までに32両が導入された[4][7][40]。

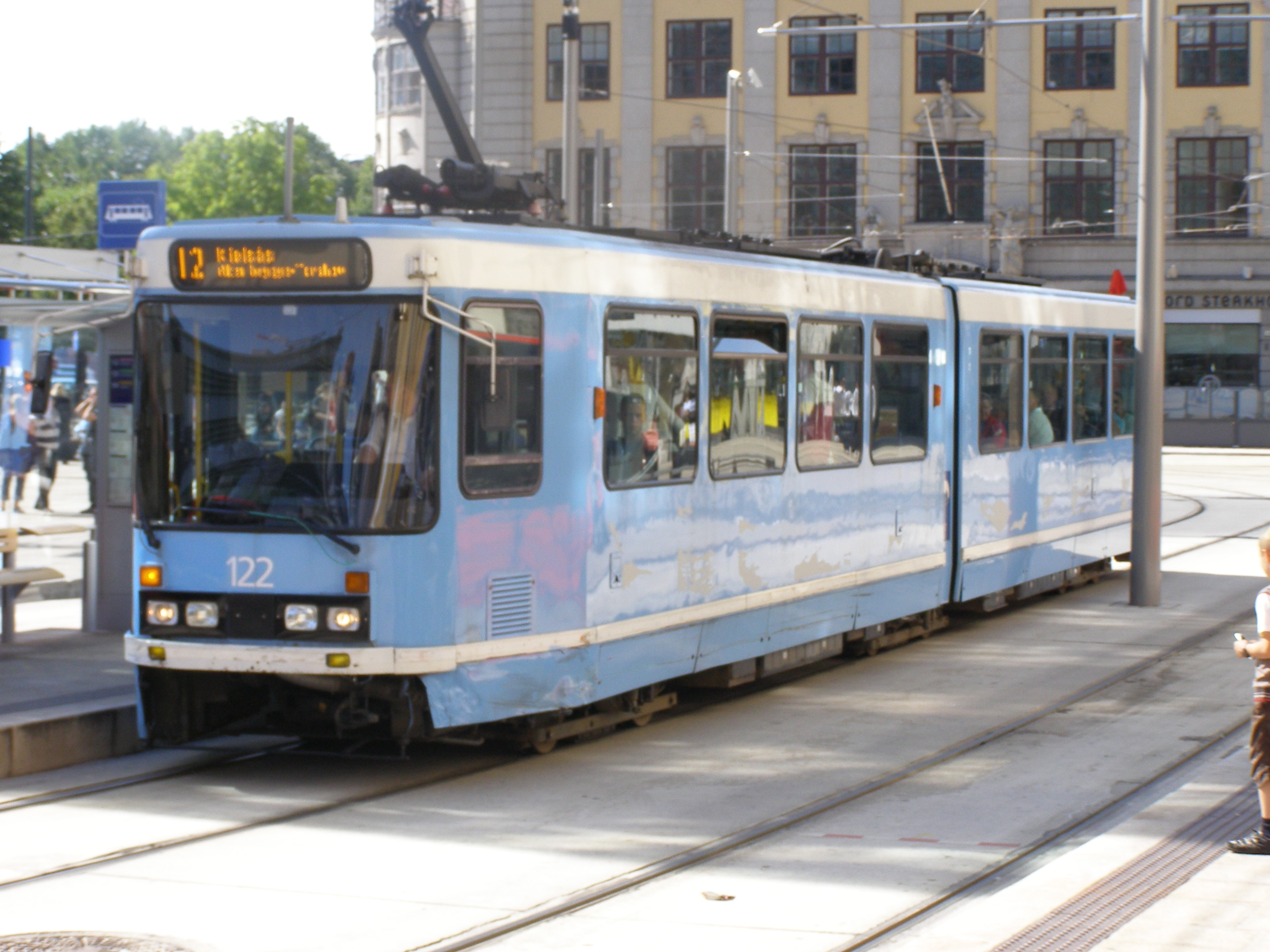
SL79（2009年撮影）
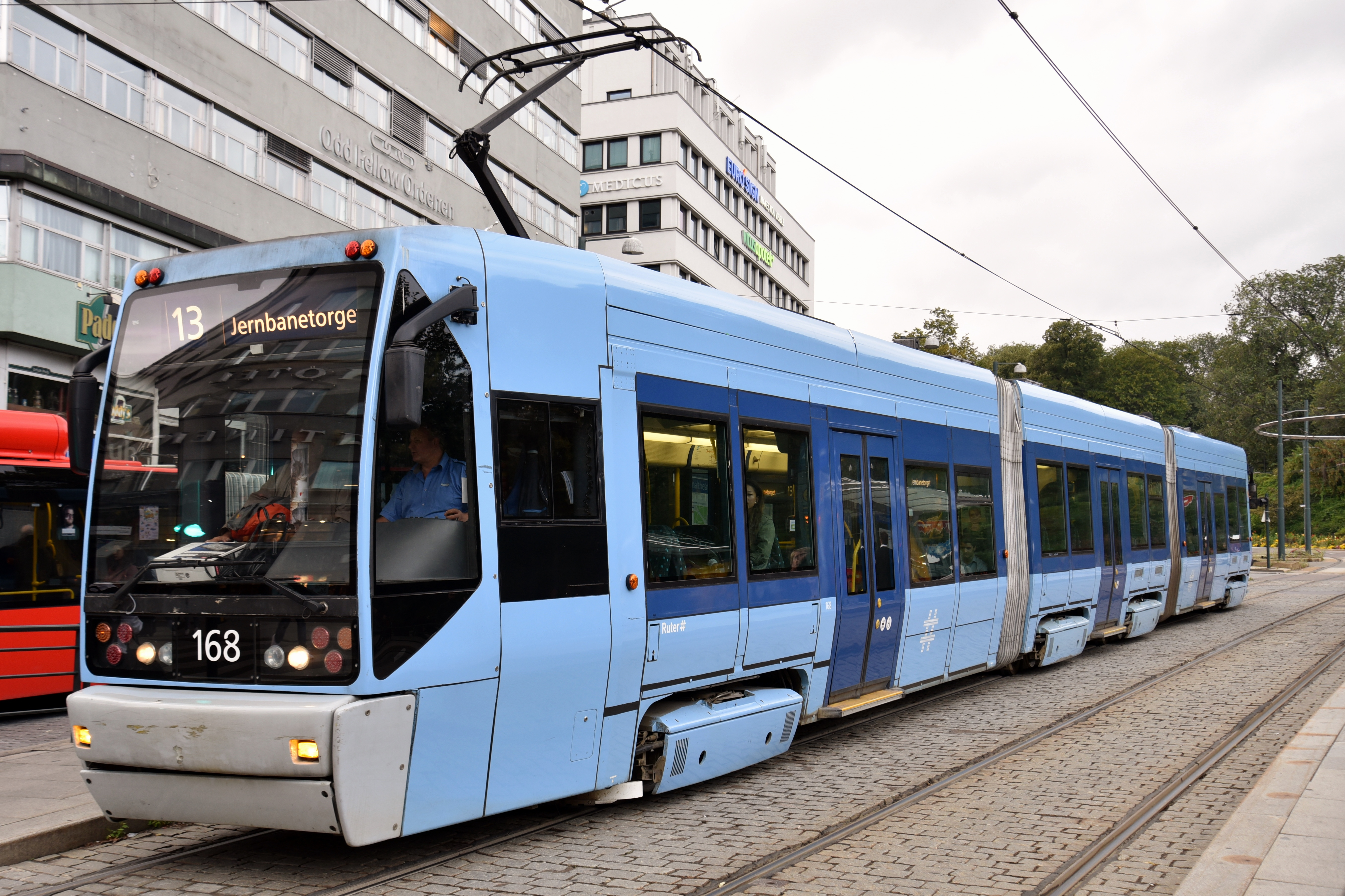
SL95（2019年撮影）

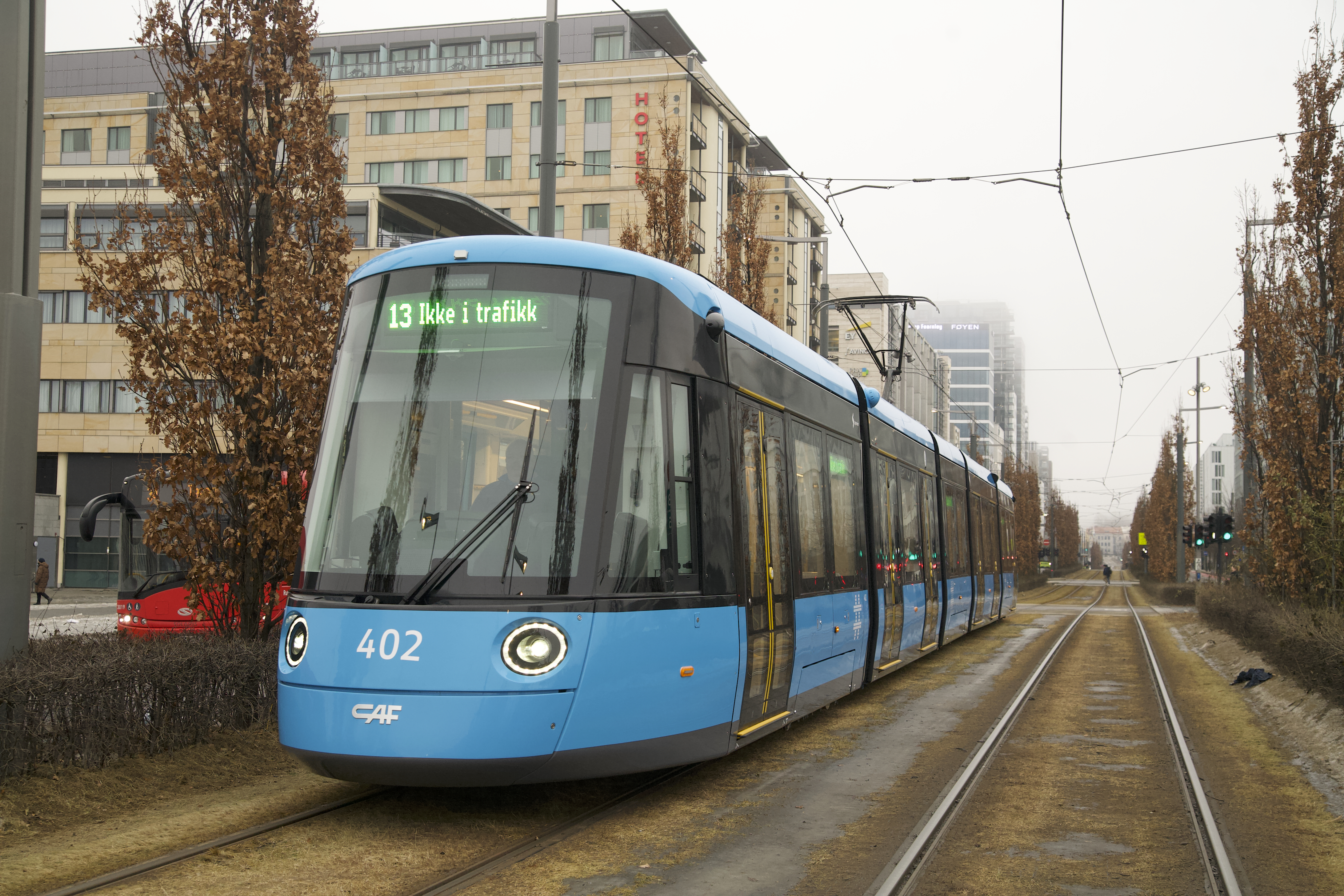
SL18（2022年撮影）

- SL18（ノルウェー語版） - SL79およびSL95の置き換えを目的に導入される5車体連接式超低床電車（ウルボス100）。2018年6月にオスロ市電を運営する路面電車運営主体公社とスペインの鉄道車両メーカーであるCAFとの間に結ばれた契約に基づき製造が実施されており、当初の導入分である87両分に加えて最大60両の追加発注も可能な契約が組まれている。契約では2020年に最初の車両が完成する事になっていたが、新型コロナウイルス感染症（COVID-19）の影響でCAFの工場の操業が一時停止した影響から計画に遅れが生じ、営業運転開始は2022年1月31日となった。主要諸元は以下の通り[6][7][40][41][42][43]。

| 形式名 | 編成        | 両数(予定) | 全長     | 全幅    | 定員  | 車椅子スペース | 低床率 | 備考・参考    |
| ------ | ----------- | ---------- | -------- | ------- | ----- | -------------- | ------ | ------------- |
| SL18   | 5車体連接車 | 87両       | 34,166mm | 2,650mm | 220人 | 4箇所          | 100%   | [ 40 ] [ 41 ] |